# Elecciones al Parlamento Europeo de 2024 (Hungría)
Las elecciones al Parlamento Europeo de 2024 en Hungría se celebraron el 9 de junio de dicho año como parte de las elecciones al Parlamento Europeo de 2024.

## Sistema electoral
El partido que pueda recoger las firmas de al menos 20.000 votantes puede presentar una lista. Al votar, todo el país forma un único distrito electoral. Solo puede obtener mandato la lista que haya recibido al menos el 5% de los votos válidos. Los candidatos de las listas individuales reciben sus mandatos en el orden anunciado originalmente por los partidos.

## Resultados
|  | 44.82 % |

|  | 29.60 % |

|  | 8.03 % |

|  | 6.71 % |

|  | 3.70 % |

|  | 3.59 % |

|  | 3.55 % |

|  | 98.58 % |

|  | 1.42 % |

|  | 60.55 % |